# ヤーシャ・カッツェンバーグ
ジェイコブ・"ヤーシャ"・カッツェンバーグ（Jacob "Yasha" Katzenberg、1888年 - 没年不明）はユダヤ系ギャング。ロシア生まれ。ニューヨークのロウアー・イースト・サイドに定住。禁酒法時代、アーノルド・ロススタインの下でアルコール密輸に従事し、ヨーロッパの酒の買い付けに奔走した。1920年代後半はヨーロッパルートの麻薬密輸に手を染めた。
ロススタイン亡き後マイヤー・ランスキーやルイス・"レプケ"・バカルターらの庇護下、麻薬密輸を続け、1930年代初めにはブルックリンでアヘン栽培を行い、ヘロインに加工した。
1935年から1937年にかけてヘロイン買い付けに上海や香港に派遣され、合計6回の密輸で1000万ドル稼いだとされる。通関には賄賂を与えて密輸をしたが、数年後にギャング仲間に密告されバカルターら一味30名と共に指名手配されると、ルーマニアに逃亡した。ルーマニアの入管で捕まりギリシャを経て再びアメリカに戻されると、1万ドルの罰金と10年の懲役を宣告された。バカルターの麻薬関与も証言した。出所後の消息は不明。